# فانيسا ميسكيتا
فانيسا ميسكيتا (بالبرتغالية: Vanessa Mesquita‏) هي عارضة برازيلية، ولدت في 1 أبريل 1986 في ساو باولو في البرازيل.